# 하말넘많
하말넘많(영어: heavytalker)은 여성주의 아트 크루이자 유튜브 채널이다. '하말넘많'은 '하고싶은말이너ㅡ무많아서'의 줄임말이다. 2021년 출간한 에세이집 《따님이 기가 세요》가 출간 첫 주 베스트셀러 집계 순위에 올랐다.

## 개요

### 연혁
- 2018년 페미니스트 아트 크루 '하말넘많' 결성
- 2019년 유튜브 실버 버튼 달성
- 2019년 하퍼스 바자 올해의 여성[4]

## 멤버
강민지, 서솔

## 저서
- 《따님이 기가 세요》. 포르체. 2021년. ISBN 9791191393170